# 维克多·艾什

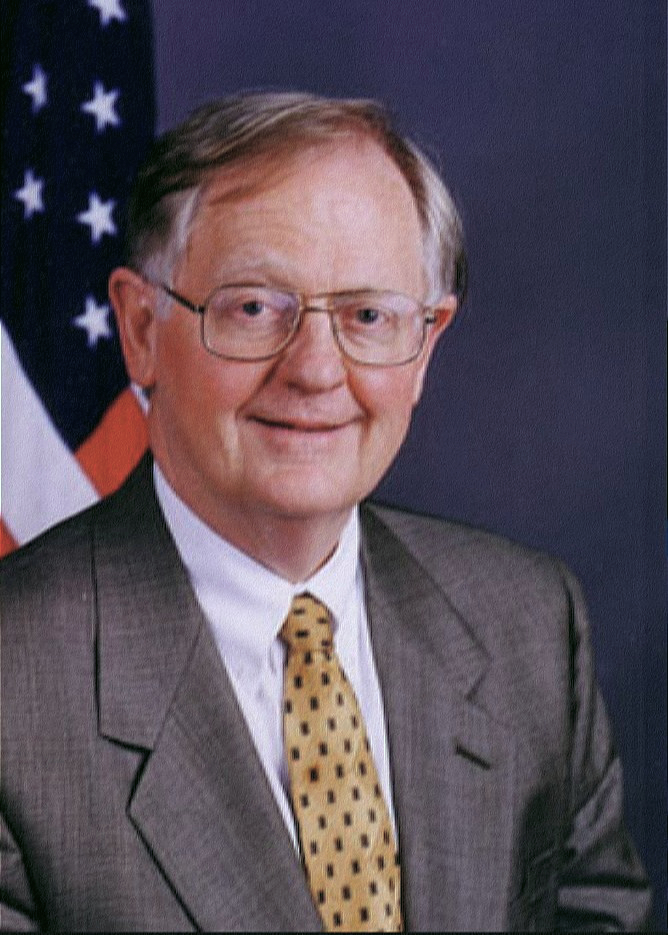
维克多·艾什

维克多·艾什（英語：Victor Henderson Ashe II，1945年1月1日—），现任美国驻波兰大使。美国共和党党员。从1988年至2003年他是美国田纳西州诺克斯维尔市市长。

## 早年生涯
艾什出生在田纳西州诺克斯维尔。1967年毕业于耶鲁大学，获历史学学士学位。1974年在田纳西大学获得了法学学位。在耶鲁大学读书时，他和他的前室友乔治·W·布什一起成为了骷髅会成员。正式参选从政之前，他在众议员Bill Brock手下做过实习生，在参议员霍华德·贝克手下做过助手。
1968年，23岁的艾什当选田纳西代表院议员。然而法律规定当选议员的最低年龄是30岁，所以田纳西最高法院撤销了艾什的议员职位。艾什提名其母接任这个职位。根据田纳西法律，任何不符合参选要求而担任公职的行为都是犯罪行为。1950年，他取代其母Martha Ashe,成为田纳西州参议员。随后连任9年。1984年竞选连任时败给了后来成为副总统的阿尔·戈尔。

## 市长
1987年11月，艾什当选诺克斯维尔市长并在后续选举中逐次连任，共任市长长达16年，是该市历史上任期最长的市长。随后由于达到了法律规定的任期极限而卸任。任上，他改善了诺克斯维尔的市政与金融环境，整修了田纳西河岸边，并修建了一个会议中心，这些措施吸引了游客和投资商。